# Sendets (Gironda)
Sendets è un comune francese di 321 abitanti situato nel dipartimento della Gironda nella regione della Nuova Aquitania.

## Società

### Evoluzione demografica
Abitanti censiti